# 中华蟾蜍
中华蟾蜍（学名：Bufo gargarizans）为蟾蜍科蟾蜍属的两栖动物，俗名癞肚子、癞疙疱、癞蛤蟆。分布于中国的河北、山西、黑龙江、辽宁、吉林、江苏、浙江、安徽、福建、江西、河南、湖北、湖南、四川、贵州、云南、陕西、甘肃、宁夏、青海等地，另外也分佈於日本的宮古島上和俄罗斯远东。一般生活于阴湿的草丛中、土洞里以及砖石下等。该物种的模式产地在浙江舟山群岛。

## 亚种
- 中华蟾蜍指名亚种（学名：Bufo gargarizans gargarizans），Cantor于1842年命名。分布于以及中国的河北、山西、黑龙江、辽宁、吉林、江苏、浙江、安徽、福建、江西、河南、湖南、四川、贵州、陕西、甘肃等地，常见于阴湿的草丛中、土洞里以及砖石下等。其生存的海拔上限为 1500米。该物种的模式产地在浙江舟山群岛。[5]
- 中华蟾蜍华西亚种（学名：Bufo gargarizans andrewsi），Schmidt于1925年命名，是中国的特有物种。分布于甘肃、湖北、广西、四川、贵州、云南、陕西、等地，主要生活于草丛间或石下。其生存的海拔范围为  750至 2700米。该物种的模式产地在云南丽江。[6]
- 中华蟾蜍岷山亚种（学名：Bufo gargarizans minshanicus），Stejneger于1926年命名，是中国的特有物种。分布于四川、甘肃、宁夏、青海等地。该物种的模式产地在甘肃卓尼、四川岷山。[7]

## 保护
本种于2023年被收录入《有重要生态、科学、社会价值的陆生野生动物名录》。

## 外部連結
- 華蟾蜍精 Cinobufagin（页面存档备份，存于） 中草藥化學圖像數據庫 (香港浸會大學中醫藥學院) （中文）（英文）
- 脂蟾毒苷元 Resibufogenin（页面存档备份，存于） 中草藥化學圖像數據庫 (香港浸會大學中醫藥學院) （中文）（英文）
- 蟾蜍靈 Bufalin（页面存档备份，存于） 中草藥化學圖像數據庫 (香港浸會大學中醫藥學院) （中文）（英文）